# Pierre Le Pautre
Pierre Le Pautre o Lepautre (Parigi, 4 marzo 1659 – Parigi, 22 gennaio 1744) è stato uno scultore francese.
Membro di un'importante famiglia d'artisti a cavallo tra XVII e XVIII secolo, non va confuso con l'omonimo architetto ed incisore Pierre Le Pautre (1652-1716), suo cugino di primo grado.

## Biografia
Pierre Le Pautre era il secondo figlio di Jean Le Pautre il Giovane, capomastro a Parigi, e nipote di Jean Le Pautre il Vecchio, famoso incisore, e di Antoine Le Pautre (o Lepautre), architetto di spicco del XVII secolo e protégé del cardinale Mazzarino, famoso per il notevole Hôtel de Beauvais a Parigi.
Seguendo le orme del suo padrino, lo scultore Pierre Hutinot, Le Pautre si dedica agli studi artistici. Allievo dell'Accademia Reale di Pittura e Scultura, scelse la scultura e nel 1683 vinse il Primo Prix de Rome per il gruppo presentato: Invenzione di fucine per tutti i tipi di strumenti, da parte di Tubal-Cain, che gli permise di rimanere come collegiale all'Accademia di Francia a Roma fino al 1701.
In questo periodo invia in Francia alcune sue opere realizzate a Roma, tra cui il Fauno con capretto (1685), un marmo di un'opera antica appena scoperta. Tornato a Parigi, dal 1705 al 1710 lavorò alla decorazione scultorea della cappella della Reggia di Versailles, sotto la direzione di Jules Hardouin Mansart.
Scultore rinomato ai suoi tempi, alcune delle sue opere, grandi marmi come l'Arria e Peto, iniziate a Roma e terminate a Parigi, furono ammirate per il loro virtuosismo. Tuttavia, Le Pautre preferì rimanere fedele all'antica Académie de Saint-Luc, di cui fu direttore a vita, piuttosto che accettare gli onori della più recente Académie royale de peinture et de sculpture. Morì nel 1744 a quasi 85 anni.

## Opere nelle collezioni pubbliche
- Parigi, Museo del Louvre:
  - Fauno con capretto, 1685, gruppo marmoreo tratto da un antico scoperto nel 1675[1], la statua decorava il parco del castello di Marly fino al 1797, poi la facciata del palazzo delle Tuileries a Parigi. Entrato nel Museo del Louvre nel 1872 e restaurato nel 2006, è ora esposto alla Cour Marly del museo parigino. Una copia in resina del 2006 adorna invece il giardino delle Tuileries.
  - Arria e Peto, 1695, gruppo marmoreo, iniziato da Jean-Baptiste Théodon dal 1685 al 1691, completato da Le Pautre dal 1691 al 1695[2].
  - Enea e Anchise, 1697, gruppo marmoreo tratto una statua in cera di François Girardon, 2,65 m[3];
  - Atalanta (inseguita da Ippomene), 1703-1705, marmo, firmato: LEPAUTRE FECIT 1704[4]. Prima dei quattro corridori del Parco di Marly, formava una controparte con l'Ippomene di Guillaume Coustou (1712, Louvre, MR 1810), l'altra coppia di corridori era Dafne (Guillaume Coustou, 1714, Louvre, MR 1807) seguita da Apollo (Nicolas Coustou, 1714, Louvre, MR 1805). Si tratta di una copia dell'antico marmo poi collocato nel parco di Marly (già nelle collezioni di Mazzarino, poi di Luigi XIV, attualmente al Louvre, dipartimento di Antichità greche, etrusche e romane, Ma 522). Commissionato da Luigi XIV, collocato nel 1706 nel boschetto di Couchant, poi con la realizzazione di Ippomene (1714) posto al centro di uno dei bacini delle carpe dove le sculture sembrano correre sull'acqua, fino alla distruzione del bacino nel 1716. Rimase a Marly fino al 1793 (oggi copia in situ), poi brevemente a Versailles prima dei giardini delle Tuileries (1796-1940, copia in situ) e del suo ingresso al museo del Louvre (1940).

## Galleria d'immagini

Opere di Pierre Lepautre
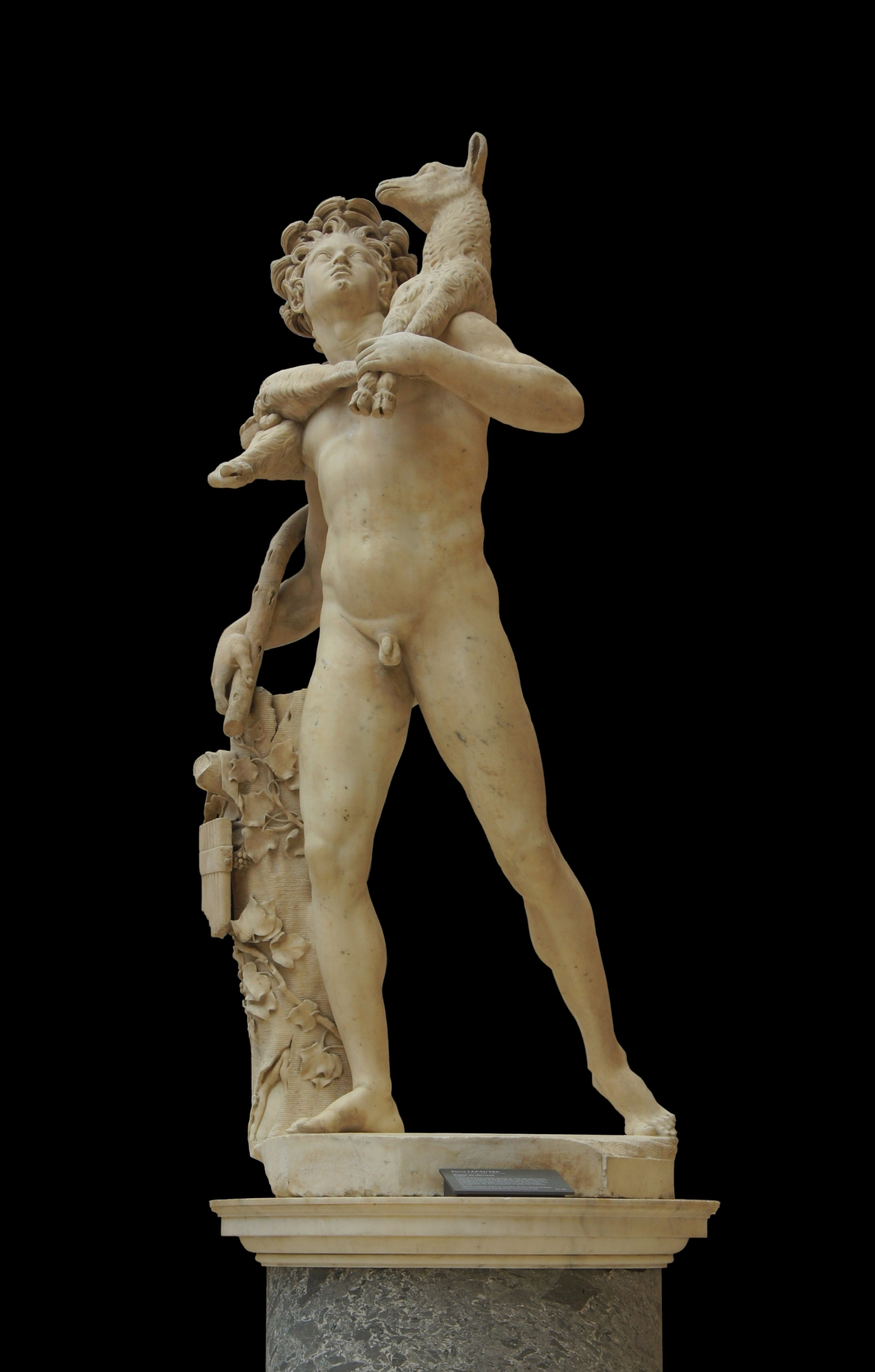
Fauno con capretto (1685),Parigi, Museo del Louvre.
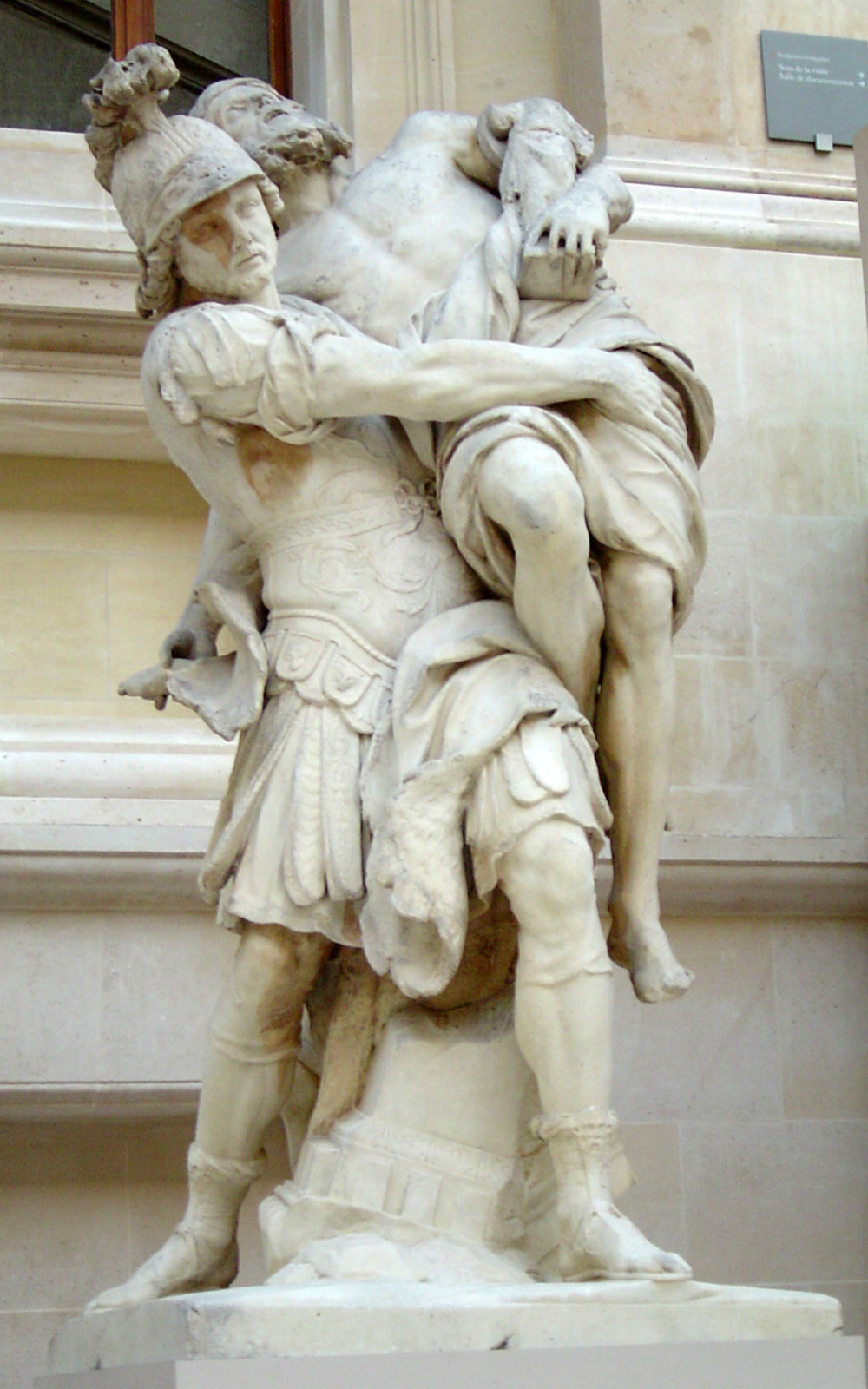
Enea e Anchise (1697 circa),Parigi, Museo del Louvre.
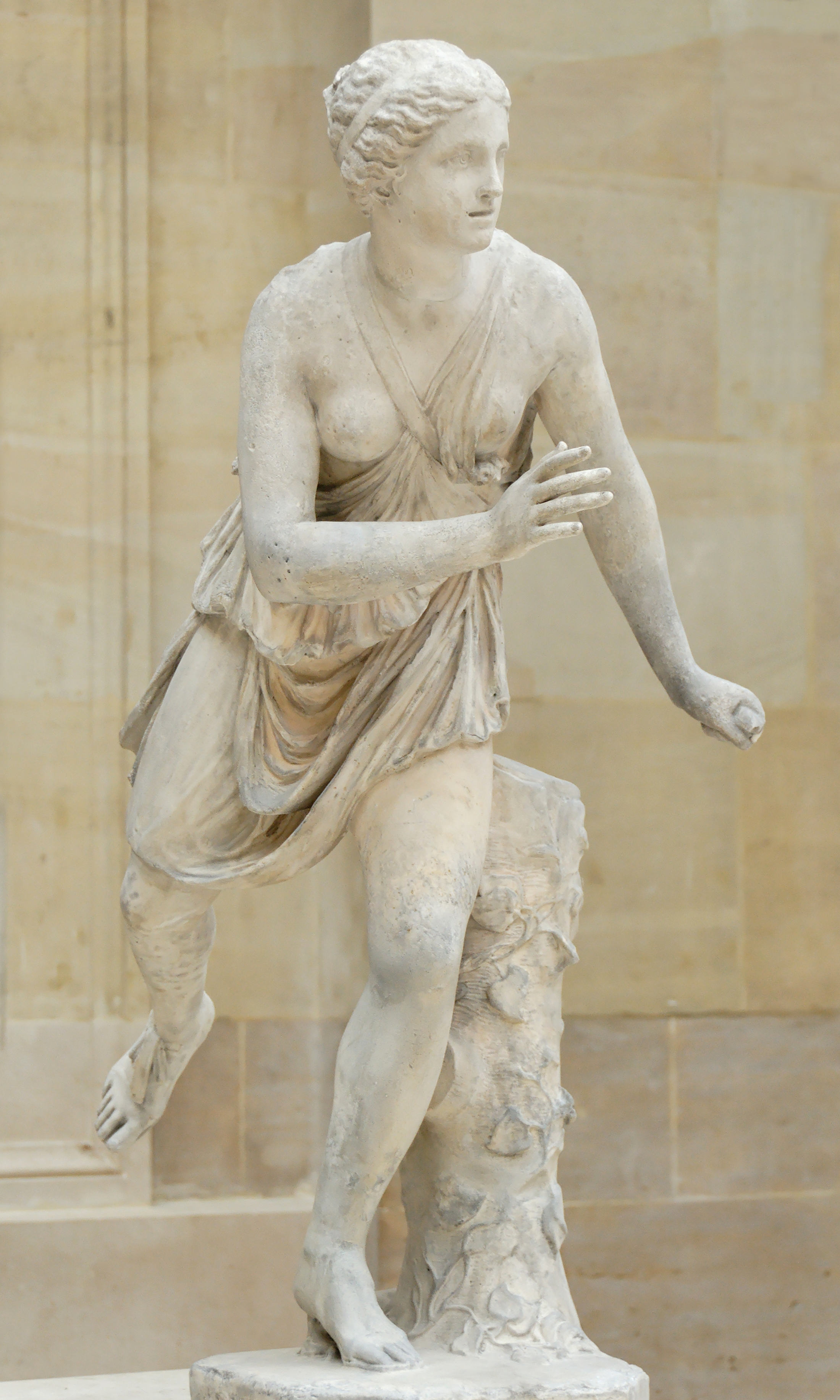
Atalanta (1703-1705), Parigi, Museo del Louvre.